# Clash of the Elements
Clash of the Elements é o terceiro álbum de estúdio da banda The Poodles, lançado em 20 de maio de 2009 com a gravadora AFM Records e com Henrik Bergqvist (guitarra) no lugar de Pontus Norgren que sai da banda, para entrar na Hammerfall.

## Faixas
1. "Too Much of Everything"
2. "Caroline"
3. "Like No Tomorrow"
4. "One Out of Ten"
5. "I Rule the Night"
6. "Give Me a Sign"
7. "Sweet Enemy"
8. "7 Days & 7 Nights"
9. "Pilot of the Storm"
10. "Can't Let You Go"
11. "Don't Rescue Me"
12. "Heart of Gold"
13. "Dream to Follow"
14. "Wings of Destiny"